# Baggetorp
Baggetorp is een plaats in de gemeentes Vingåker en Katrineholm in het landschap Södermanland en de provincie Södermanlands län in Zweden. De plaats heeft 519 inwoners (2005) en een oppervlakte van 85 hectare.

## Verkeer en vervoer
Bij de plaats loopt de Riksväg 52.